# Fuera de juego (hockey sobre hielo)
El fuera de juego en hockey sobre hielo se refiere a cuando un jugador del equipo atacante entra en la zona de ataque antes de que el disco o puck ingrese a la zona, sea llevado por un compañero o enviado a la zona de ataque por un atacante. Si un defensor lleva, pasa o de otra manera envía intencionalmente el puck a su zona defensiva, cualquier atacante en la zona no estará en fuera de juego. Sin embargo, si un atacante intenta disparar el puck hacia la zona de ataque y se desvía por un defensor, puede aplicarse el fuera de juego. Esto es diferente a la regla de icing, donde un desvío no intencional por el otro equipo evitará la sanción de icing.
Cuando sucede una violación de fuera de juego, el juez de línea anula la jugada y se conduce un "cara a cara" (faceoff) en la zona neutral más cercana al lugar donde se cometió la infracción.

## Factores de violación
Factores determinantes en la violación de fuera de juego:
- La posición del patín del atacante: Uno de los patines del atacante no está en contacto con o detrás de la línea azul de la zona de ataque antes de que el puck ingrese a dicha zona.
- La posición del puck: El disco debe cruzar completamente el borde de la línea azul más cercana a la zona de ataque a ser considerada dentro de la zona de ataque para el propósito de los fuera de juego.

El disco debe entrar a la zona de ataque para que se produzca el fuera de juego; un jugador que está sobre la línea no genera el fuera de lugar sino hasta que el puck cruza la línea. 
Los patines de un atacante pueden preceder al disco en la zona de ataque con tal de que esté en control del mismo y ninguna otra condición del fuera de juego exista cuando el disco cruza completamente el borde determinante de la línea azul. 
Aunque la regla básica del fuera de lugar siempre es la misma, hay diferentes reglas para la situación en que el puck entra en el área mientras un jugador está en fuera de juego, pero el equipo defensor toma su control.
- Con un fuera de juego inmediato, la jugada se anula en el instante en que la violación ocurre. El fuera de juego inmediato se usa en las ligas adolescentes del Hockey en Estados Unidos.
- El fuera de juego retrasado le permite al equipo defensor la oportunidad de sacar el puck de la zona. La jugada sigue siendo fuera de juego hasta que el disco entra a la zona neutral. La jugada se anula si el equipo defensor no intenta moverlo hacia adelante. El fuera de juego retrasado simple fue usado en las ligas mayores norteamericanas en la AHL hasta 2004 (excepto de 1986-96), en la ECHL hasta 2005 (excepto de 1996-2005) y en la NHL hasta 2005 (excepto de 1986-96).
- El fuera de juego de pisa y corre es una variación del fuera de juego retrasado. En una situación de fuera de juego retrasado, si todos los miembros del equipo ofensor salen al mismo tiempo de la zona defensiva al hacer contacto con el patín fuera de la zona (incluyendo la línea azul), entonces el fuera de juego retrasado se niega.[1]

El fuera de juego de pisa y corre es usado en la NCAA, Hockey Canadá, la IIHF, las ligas de hockey júnior de Estados Unidos, algunas ligas mayores norteamericanas, ligas adultas y la NHL de 1986 a 1996, y una vez más después del Acuerdo de Negociación Colectiva del 2005.
La jugada se detiene inmediatamente si un jugador del equipo atacante toca el puck en la zona de ataque mientras él o alguno de sus compañeros está fuera de juego o si ocurre un disparo a la portería. 

## Pase en fuera de juego
En el hockey sobre hielo, un pase en fuera de juego o pase de segunda línea (azul) es un pase desde dentro de la zona defensiva de un equipo que cruza la línea roja. En este caso la jugada se detiene y se produce un faceoff en la zona defensiva del equipo que cometió la infracción.
Hay dos factores determinantes en la violación del pase en fuera de juego:
- La posición del puck cuando se realiza el pase. Como la línea azul es considerada parte de la zona en la que está el puck, si este está detrás o en contacto con la línea azul cuando el pase es ejecutado, el pase puede ser un pase de fuera de juego.
- La posición del patín del receptor. Si el receptor tiene contacto del patín con la línea roja en el instante en que el disco la cruza completamente, el pase es legal a pesar del lugar dónde haga contacto con el bastón. Ambos patines deben estar completamente en lado extremo de la línea roja cuando el puck cruce la línea roja hacia la zona de ataque. En este caso rige la regla de fuera de juego antes mencionada.

La regla del pase en fuera de juego no rige en todas las ligas. Por ejemplo, fue abolida para la IIHF y las ligas de los países miembros (Excepto por la NHL) en 1998. La Liga Nacional de Hockey (NHL) recientemente adoptó la versión usada por las mejores ligas menores, bajo los términos de su Acuerdo de Negociación Colectiva 2005, en la cual la línea central ya no es usada para determinar un pase de doble línea. Este fue uno de varios cambios en las reglas destinados a abrir el juego y mejorar las probabilidades de anotación, haciendo el juego más emocionante para los fanáticos.